# Athyrium deltoidofrons
Athyrium deltoidofrons là một loài thực vật có mạch trong họ Woodsiaceae. Loài này được Makino miêu tả khoa học đầu tiên năm 1914.